# Bob Bondurant
Robert Lewis Bondurant (Evanston (Illinois), 27 april 1933 – Paradise Valley (Arizona), 12 november 2021) was een Amerikaans Formule 1-coureur.

## Levensloop
Bondurant reed in 1965 en 1966 in totaal negenmaal een Grand Prix. Hij reed voor de teams North American Racing, Reg Parnell, BRM en Eagle.
In 1965 reed Bondurant zijn eerste Grand Prix op het circuit van Watkins Glen International, hij werd in een Ferrari uiteindelijk negende. De race die hierop volgde (Mexico) viel hij uit met een Lotus. Een jaar later reed hij vijf races voor BRM en behaalde als beste resultaat een vierde plaats bij de Grand Prix van Monaco. Hij sloot dit seizoen af met twee minder succesvolle races voor Eagle.
In 1967 kreeg Bondurant een belangrijke functie bij de "Bob Bondurant School of High Performance Driving" in Sonoma, hij was belangrijk voor de opbouw van de baan.
Naar aanleiding van een aardbeving in 1989 verhuisde Bondurant zijn raceschool naar Phoenix.
Bondurant stierf op 12 november 2021 in Paradise Valley in de Amerikaanse staat Arizona. Hij was 88 jaar oud.